# 卡尔·奥尔夫
卡尔·奥尔夫（德語：Carl Orff，1895年7月10日—1982年3月29日）是一名德國作曲家和音樂教育家，以他的清唱套曲《布蘭詩歌》（1937年）最為著名。他的奧福教學法概念對兒童音樂教育有重大的影響。

## 生平
奥尔夫一生与慕尼黑这座城市紧密相连，他生于慕尼黑，就学于慕尼黑学院，1914年第一次世界大战爆发后离校参军，1920年随卡明斯基深造又回到慕尼黑。1924年与舞蹈家歌特（Dorothee Günther）在慕尼黑创办歌特学校，从此开始了他长达半个世纪的儿童音乐教育事业，这也使得他和匈牙利作曲家柯达伊并称为儿童音乐教育专家。1982年3月29日，奥尔夫逝世于慕尼黑。

## 奧福教學法
西元1924年，奧福與舞蹈家歌特女士共同創辦結合音樂、律動和舞蹈教育的歌特學校。從觀察兒童學習音樂的過程中，奧福了解到兒童學習音樂，應該從培養節奏感開始，先從節奏樂器體驗音樂的趣味，再逐漸加入旋律、和聲等元素，後來逐漸發展而形成「奧福音樂教學法」。

## 音乐
奥尔夫的音乐创作以《布蘭詩歌》（拉丁語：Carmina Burana，英：Songs of (Otto)Beuren，亦譯為《博伊伦之歌》或《布朗尼之歌》）最为著名。博伊伦之歌首演于1937年，是奥尔夫的舞台作品《胜利——三联剧》的第一部，副标题为“世俗歌曲”（cantiones profanae）；后两部分别为《卡图利之歌》（带布景的表演）和《阿芙洛狄忒的胜利》（带布景的协奏曲）。博伊伦之歌最初作为有布景的舞台音乐发表，后来奥尔夫表示也可以作为音乐会演出使用。
奥尔夫成熟期的舞台音乐风格冷峻，强调节奏的支配地位，这也和他的儿童音乐教育理论相适应。他的作品大量使用打击乐，和声简化到只留下基本的三和弦等几种，旋律创作也强调配合节奏型，但是他的节奏运用非常丰富，具有很大的震撼力和感染力。
奥尔夫早年曾经整理意大利作曲家蒙特威尔第的几部歌剧，包括《波佩阿的加冕》（L'incoronazione di Poppea）。

## 延伸閲讀
- Dangel-Hofmann, Frohmut. . Tutzing: Hans Schneider. 1990. ISBN 3-7952-0639-1.
- Edelmann, Bernd. . Weigand, Katharina  (编). . Munich: Herbert Utz Verlag. 2011. ISBN 978-3-8316-0949-9.
- Fassone, Alberto.  2nd revised and enlarged. Lucca: Libreria Musicale Italiana. 2009. ISBN 978-887096-580-3.
- Gersdorf, Lilo. . Reinbek: Rowohlt. 2002. ISBN 3-499-50293-3.
- Kaufmann, Harald. . Krieger, Gottfried  (编). . Hofheim: Wolke. 1993: 35–40.
- Kugler, Michael (编). . Mainz: Schott. 2002. ISBN 3-7957-0449-9.
- Liess, Andreas.  revised. Munich: Goldmann. 1980. ISBN 3-442-33038-6.
- Massa, Pietro. . Bern/Frankfurt/New York: Peter Lang. 2006. ISBN 3-631-55143-6.
- Orff, Godela. . Munich: Piper. 1995. ISBN 3-492-18332-8.
- Carl Orff und sein Werk. Dokumentation. 8 voll. Schneider, Tutzing 1975–1983, ISBN 3-7952-0154-3, ISBN 3-7952-0162-4, ISBN 3-7952-0202-7, ISBN 3-7952-0257-4, ISBN 3-7952-0294-9, ISBN 3-7952-0308-2, ISBN 3-7952-0308-2, ISBN 3-7952-0373-2.
- Rösch, Thomas. . Tutzing: Hans Schneider. 2003. ISBN 3-7952-0976-5.
- Rösch, Thomas. . Munich: Orff-Zentrum. 2009.
- Rösch, Thomas (编). . Mainz: Schott. 2015. ISBN 978-3-7957-0672-2.
- Thomas, Werner. . Mainz: Schott. 1990. ISBN 978-3-7957-0209-0.
- Thomas, Werner. . Mainz: Schott. 1994. ISBN 978-3-7957-0266-3.
- Thomas, Werner. . Mainz: Schott. 1997. ISBN 978-3-7957-0323-3.

## 外部連結
- Carl Orff Foundation（页面存档备份，存于）
- Orff Center, Munich （页面存档备份，存于）
- Discography （页面存档备份，存于）
- Profile, works, discography, Archive Schott Music
- Carl Orff （页面存档备份，存于） at Schott Music
- 卡尔·奥尔夫在互联网电影资料库（IMDb）上的資料（英文）
- Interview （页面存档备份，存于） with conductor Ferdinand Leitner by Bruce Duffie. Leitner was a close friend of Orff and conducted many of his works, including several premieres.